# 성씨
성씨(姓氏, 영어: surname, family name, last name)는 성(姓)과 씨(氏)의 합성어로, 고대 중국 이후에 성과 씨의 개념이 합쳐져 만들어졌다. 현대에 이르러서는 성과 씨의 구분이 없어지고 출생의 계통을 나타내는 겨레붙이의 칭호이다. 성씨는 단계혈연집단의 한 명칭이며, 혈족을 구분하는 기준의 하나이다.

## 국가별 현황
대한민국의 성씨는 여성이 혼인해도 아버지의 성씨를 변경하지 않는다. 2015년 대한민국 인구주택총조사에 따르면 대한민국에는 5,582개의 성씨가 있는 것으로 조사되었다. 현재는 대한민국에서 관습적으로 자녀가 아버지의 성씨를 따르나, 법률로는 아버지나 어머니의 성씨를 선택하여 따를 수 있고, 부모의 이혼 후 자녀의 양육권을 가진 어머니가 재혼할 경우 새아버지의 성씨로 바꿀 수도 있다.
미국, 영국 등 서구권 국가는 결혼 이후 남편의 성씨를 따라야 하나 남편의 성을 따르는 여성의 비율은 점차 감소하고 있다. 여성이 성을 합법적으로 변경할 수 없는 국가로는 캐나다, 이탈리아, 벨기에, 네덜란드가 있다.
미얀마, 몽골, 말레이시아 등 동남아시아 국가에서는 성씨를 아예 사용하지 않으며  스페인어권이나 포르투갈어권의 국가에서는 부계성과 모계성을 모두 사용한다. 다른 나라 성씨 문화를 그대로 받아들여 사용하는 나라도 일부 있다.

## 같이 보기
- 인명
- 한국의 성씨
- 혼인 성씨
- 주요 성씨 목록
- 한국의 성씨와 이름
- 한국의 사라진 성씨